# Павел Мучаји
Павел Мучаји (словен. Pavel Mučaji; Бачки Петровац, 11. октобар 1929 — Бачки Петровац, 12. октобар 2014) био је словачки песник, прозни писац, аутор за децу и директор гимназије у Бачком Петровцу.

## Биографија

### Образовање
Основну школу и гимназију завршио је у Бачком Петровцу. Факултетско образовање стекао је током студија чешког и словачког језика и књижевности на Филозофском факултету у Београду. 

### Књижевно стваралаштво
Књижевношћу је почео да се бави у првој половини педесетих године 20. века. Објавио је збирке песама Bojujúce srdce (1952), Slnečné prístrešie (1966), Moja Itaka (1975), Trvanie básnika (1985), Belasé sonety (1990), Belasé sonety (2001) и Večer trojkráľový (2004). Велики број песама објавио је у часописима и периодичним публикацијама војвођанских Словака (Nový život, Hlas ľudu, Ľudový kalendár). 
Написао је збирке песама за децу Svieť slniečko veselo (1961), Na vŕbovej píšťalke (1970), Môj malý svet (1979) и једну књигу приповедака (Máme bystrého chlapca (1971)). У задњем стваралачком раздобљу представио је збирку стихова за децу Keby som bol vtáčkom (2004) и есеј о књижевности за децу Podľa duše dieťaťa (2005). Аутор је бројних студија из области културе војвођанских Словака.
Мучаји је био уредник словачког часописа за децу Naši pionieri.

### Преводилаштво
Преводио је српску, хрватску и словеначку књижевност на словачки језик, са русинског језика на словачки је преводио књижевност за децу а такође је преводио дела словачких аутора на српски језик.
Био је члан Друштва књижевника Војводине и Друштва словачких књижевника у Братислави.
У задњем раздобљу свог деловања у Гимназији „Јан Колар” у Бачком Петровцу основао је галерију уметничких дела словачких сликара у Војводини, која носи назив Галерија Карола Милослава Лехотског.

## Галерија
- Фотографија (слева надесно) Павела Мучаја, Данијела Пиксиадеса (учитеља и књижевника), Михала Бабинке (књижевника, новинара и преводиоца) и Јураја Тушјака (песника, прозног писца и преводиоца) (око 1960. године)
- Фотографија (слева надесно) Ане Мајере (учитељице, уреднице дечијег часописа Naši pionieri/Pionieri и књижевнице), Павела Мучаја  и чешке песникиње из Хрватске Жофије Краткове (1970)